# Wiener Neustädter Stadtwerke

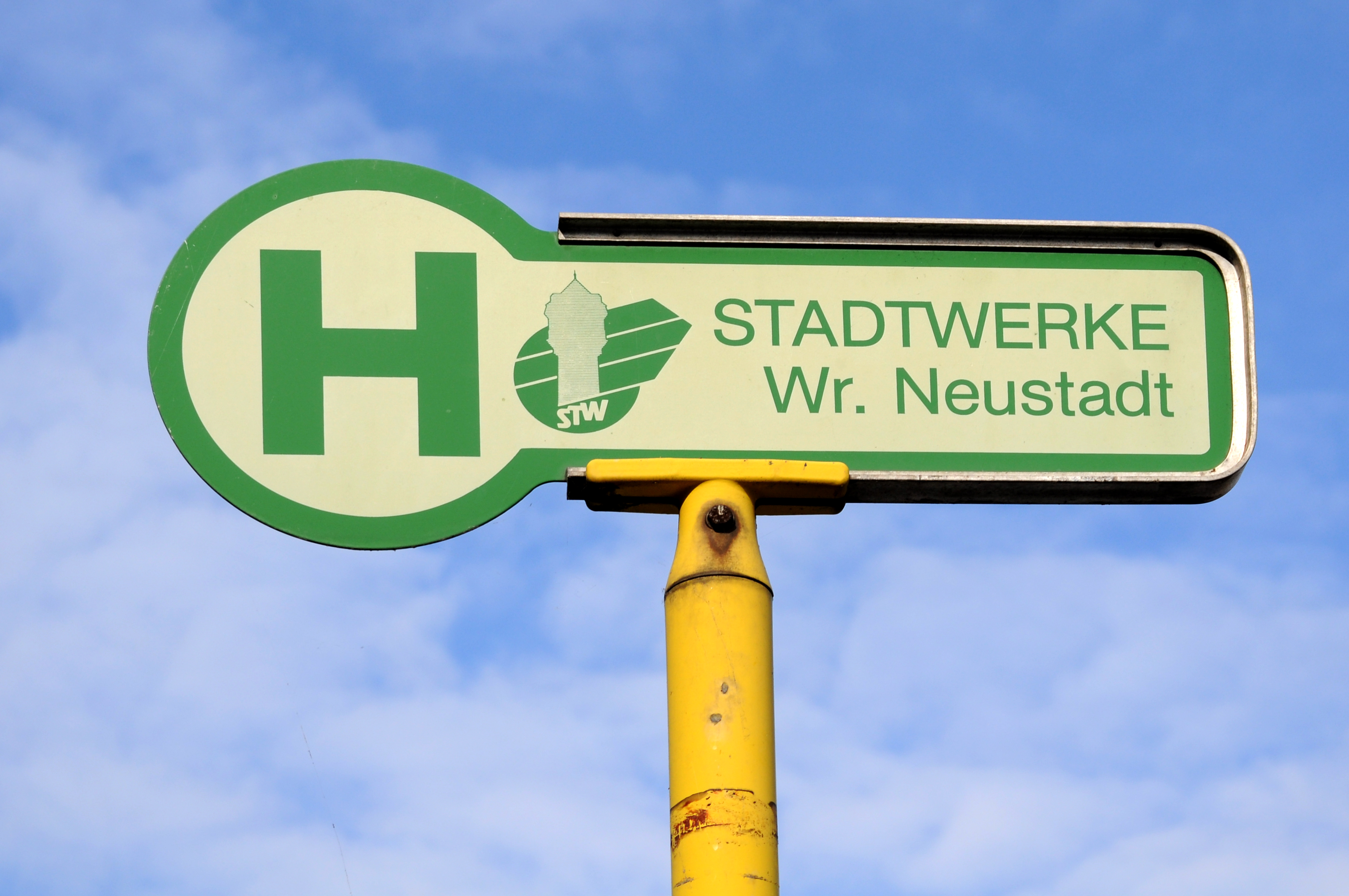
Altes Haltestellenschild der Stadtwerke Wiener Neustadt in Eisenstadt

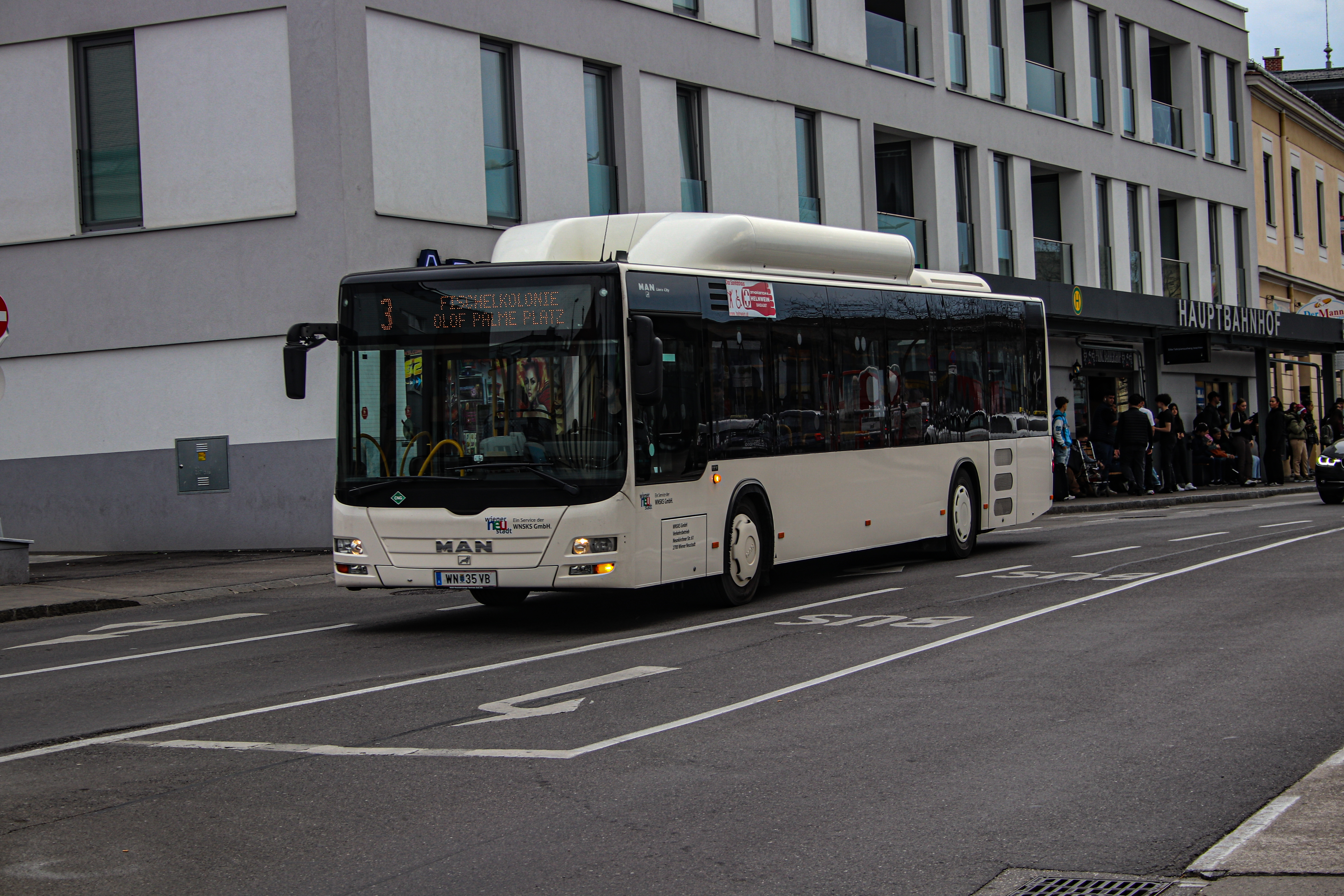
wnsks Wagen 35 als Linie 3 am Hauptbahnhof

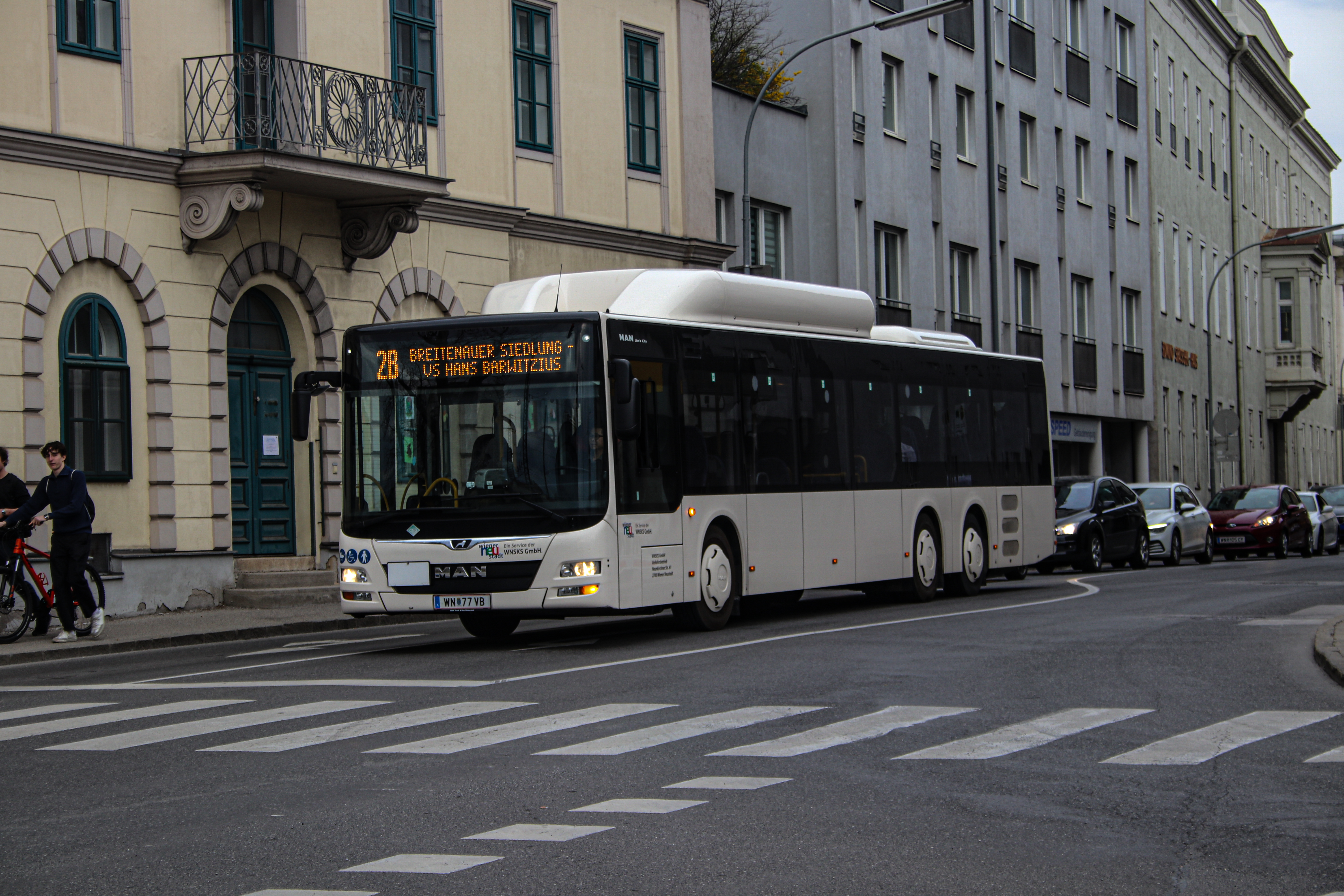
wnsks Wagen 77 (MAN Lion's City L CNG) als 2B am Hauptbahnhof

Die Wiener Neustädter Stadtwerke und Kommunal Service GmbH (WNSKS) sind ein in Wiener Neustadt ansässiger Kommunalbetrieb, der hauptsächlich die Verkehrsbetriebe und die Müllentsorgung der gesamten Region betreibt. Das Unternehmen wurde im Jahre 2003 gegründet.

## Verkehrsbetrieb

### Linien

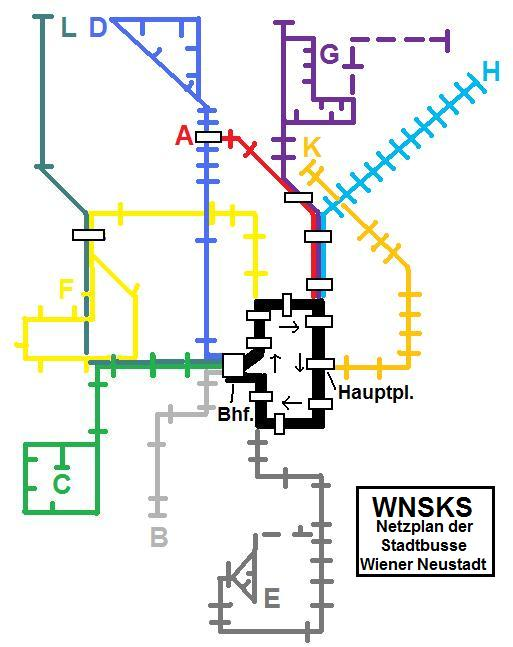
Netzplan vor 2020 (neue Grafik folgt)

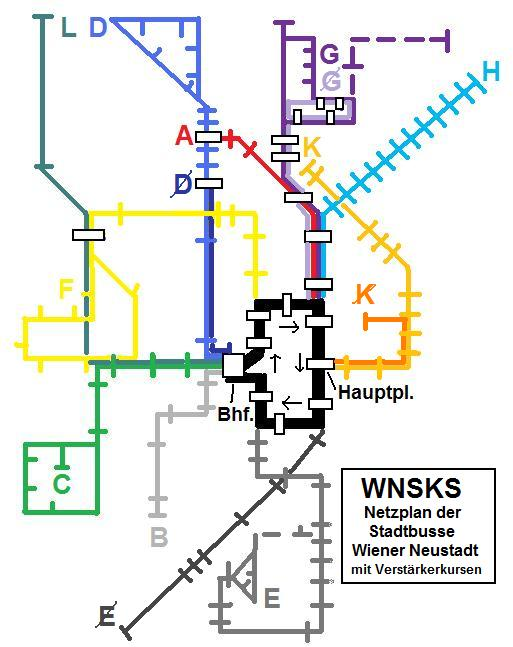
Netzplan 2020 mit Verstärkerkursen (neue Grafik folgt)

2020 wurde das Liniennetzkonzept überarbeitet um u. a. den Hauptplatz zu entlasten und um umliegende Gemeinden mit den Stadtbus anbinden zu können. € 800.000,- wurden vom Nahverkehrsfinanzierungs-Programm des Landes Niederösterreich investiert.
| Linie               | Route | Takt |
| ------------------- | --- | --- |
| 1A                  | Hans-Barwitzius-Volksschule – Breitenauer Gasse – Hauptbahnhof – J.-v.-Nepomuk-Platz – Europaschule – Obereggendorf Ortsmitte – Untereggendorf – Neu-Ebenfurth – Ebenfurth Ortsmitte – Neufeld/Leitha Hauptplatz – Zillingdorf Bergwerk Hauptplatz | '60 |
| 1B                  | Gießhübelgasse – Hans-Barwitzius-Volksschule – Breitenauer Gasse – Hauptbahnhof – J.-v.-Nepomuk-Platz – Europaschule – Obereggendorf Ortsmitte – Untereggendorf – Zillingdorf Bergwerk Hauptplatz | '60 |
| 2A                  | Hans-Barwitzius-Volksschule – Radegundgasse – Wasserturm – Hauptbahnhof – HTL – Libellengasse – Feuerwerksanstalt Kirchdorfer Platz – Wöllersdorf Staudiglgasse | '60 |
| 2B                  | Hans-Barwitzius-Volksschule – Radegundgasse – Wasserturm – Hauptbahnhof – HTL – Libellengasse – Bad Fischau Brunn/Schneebergbahn-Bhf – Bad Fischau Brunn/Schneebergbahn Schafflerweg | '60 |
| 3                   | Olof-Palme-Platz – Pestalozzischule – Platz der Gesundheit – J.-v.-Nepomuk-Platz – Auge Gottes – Steinabrückler Gasse – Matzendorfer Gasse | '30 |
| 4                   | WNF-Siedlung – Fischapark – Kupelwiesergasse – Hauptbahnhof – J.-v.-Nepomuk-Platz – Hauptplatz – Schelmergasse – Merkurcity – Rudolf-Diesel-Straße – Stadion – Aqua Nova | '30 |
| 5A                  | Kleegasse – Kaisersteingasse – Hauptbahnhof - J.-v.-Nepomuk-Platz – Hauptplatz – Leithafeldgasse – Neudörfl Rathausplatz – Pöttsching Kirche (Rathaus) – Krensdorf Gemeindeamt – Wiesen-Sigleß Bahnhof (Bahnstr.) | '60 |
| 5B                  | Kleegasse – Kaisersteingasse – Hauptbahnhof - J.-v.-Nepomuk-Platz – Hauptplatz – Leithafeldgasse – Neudörfl Kirchenplatz – Bad Sauerbrunn Weinberggasse – Wiesen Rathausplatz – Wiesen-Sigleß Bahnhof (Bahnstr.) | '60 |
| 6                   | Grünangergasse – Hauptplatz – Maria-Theresien-Ring – Hauptbahnhof - Obstgasse – Wallygasse – Josef-Mohr-Gasse – Lise-Meitner-Straße – Arena Nova – Aqua Nova | '30 |
| 7                   | Grünangergasse – Hauptplatz – Maria-Theresien-Ring – Hauptbahnhof – J.-v.-Nepomuk-Platz – Friedhof – J.-Gutenberg-Str. | '30 |
| 8                   | Grünangergasse – Hauptplatz – Kasematten – Hauptbahnhof – J.-v.-Nepomuk-Platz – Europaschule – Am Schafflerhof – Lichtenwörth Bäckerstraße | '30 |
| 9                   | (Winzendorf Schulen – Brunn/Schneebergbahn Blätterstraße) – Kaisersteingasse – Hauptbahnhof – J.-v.-Nepomuk-Platz – Maria-Theresien-Ring – Richtergasse – Frohsdorfersiedlung Nelkengasse – Katzelsdorf Grillgasse – Kleinwolkersdorf Katzelsdorfer Str – Lanzenkirchen Schulgasse – Haderswörth Erlacher Straße – Bad Erlach Kirche – (Walpersbach Kirche – Klingfurth Süd) | '60 |
| 10                  | Hauptbahnhof – J.-v.-Nepomuk-Platz – Hauptplatz – Burgenlandgasse – Katzelsdorf Bahnhof – Eichbüchl Furtweg – Rosental Rotes Kreuz – Frohsdorf Ortsmitte – Kleinwolkersdorf Wr. Neustädter Str. – Lanzenkirchen Schulgasse | '60 |
| 11                  | Hauptbahnhof – J.-v.-Nepomuk-Platz – Grünangergasse – Wasserturm – Metro-Großmarkt – Waldschule | 6 Kurse Stadtauswärts und 5 Stadteinwärts Mo – Fr, 3 Kurse davon bis Haltestelle Waldschule, 1 Doppelkurs am Sa |
| ASTAX„City-Shuttle“ | 96 Sammelstellen | Montag bis Samstag 19.00 – 04.00 Uhr, Sonn- und Feiertage 08.00 – 04.00 Uhr                                     |

### Fuhrpark
Die Stadtwerke haben in den letzten Jahren massiv in die Modernisierung des Fuhrparks investiert. 2005 waren noch ausschließlich gebraucht übernommene Einzel-Fahrzeuge im Einsatz (die Bandbreite reichte von MAN-Gelenkbussen bis hin zu Kleinbussen der Type Neoplan Metroliner).
Seit 2012 werden ausschließlich Niederflurbusse mit CNG-Antrieb von MAN eingesetzt. Der Fuhrpark beinhaltet Gelenkbusse sowie zwei- und dreiachsige Solobusse.

## Abfallwirtschaft und Abwasserbeseitigung
Die WNSKS betreiben die gesamte Müllabfuhr des Bezirks. Weiters sind sie für die Abwasserkanäle zuständig.

## Sonstiges
Weitere Dienste, die von den Stadtwerken angeboten werden:
- Bestattung (Friedhof)
- Forste (Erhaltung des Waldes)
- Bewirtschaftung landwirtschaftlicher Flächen (Gutshof)
- Installation (Energieservice)
- Busreisen
- Wasserversorgung